# 弗雷德里克 (南达科他州)
弗雷德里克（英語：Frederick），是美国南达科他州下属的一座城市。根据2010年美国人口普查，该市有人口201人。论人口在本州排行第182。